# The Creature from the Pit
The Creature from the Pit (La créature de la fosse) est le cent-sixième épisode de la première série de la série télévisée britannique de science-fiction Doctor Who. Il fut originellement diffusé sur la BBC en quatre parties du 27 octobre au 17 novembre 1979.

## Accroche
Arrivés sur la planète Chloris, le Docteur et Romana découvrent une planète où la végétation est abondante et y découvrent un étrange œuf géant. La planète est dirigée par la matriarche Lady Adastra qui fait jeter le Docteur au fond d'un puits dans lequel une étrange créature est censée vivre.

## Distribution
- Tom Baker — Le Docteur
- Lalla Ward — Romana
- David Brierley - Voix de K-9
- Myra Frances — Lady Adastra
- Eileen Way — Karela
- David Telfer — Le chasseur
- Geoffrey Bayldon — Organon
- Morris Barry — Tollund
- Terry Walsh — Doran
- John Bryans — Torvin
- Edward Kelsey — Edu
- Tim Munro — Ainu
- Tommy Wright — Maître des gardes
- Philip Denyer, David Redgrave — Les gardes

## Résumé
Après avoir décidé d'utiliser un receveur d'appel d'urgence sur le TARDIS, le Docteur et Romana s'écrasent dans la jungle de Chloris, un monde où le métal est rare. Ils découvrent là un énorme œuf, et rencontrent la compagnie de la matriarche qui dirige ce monde, une femme glaçante répondant au nom de Lady Adastra. Celle-ci contrôle les différentes mines de fer, permettant de vaincre les différentes créatures vivants dans ce monde. Elle a comme opposant une tribu d'hommes sauvages. Ceux-ci réussissent brièvement à capturer Romana, avant que celle-ci ne réussisse à s'enfuir grâce à l'aide de K-9.
Adastra est persuadée que le Docteur peut lui permettre d'en connaître plus sur l'œuf géant qui se trouve dans la jungle, mais à la suite d'un concours de circonstances, le Docteur réussit à s'échapper et à s'enfuir au fond d'un puits menant à une bête dangereuse qu'Adastra utilise afin de tuer ses opposants. Au fond du puits, il y croise Organon, un astrologue et tous deux décident d'explorer le puits ensemble. Ils tombent sur la bête et le Docteur découvre que celle-ci produit elle-même le métal après ingestion d'herbes. Pendant ce temps, la reine Adastra parvient à capturer Romana et K-9. Elle est persuadée d'avoir la mainmise sur le chien robot ainsi que sur le TARDIS, elle projette de tuer la créature au fond du puits qui ne lui sert plus à rien.
Profitant du départ de la reine, des sauvages décident de piller le palais royal. Ils y découvrent une sorte de bouclier alien qui les possède afin qu'ils se rendent jusqu'à la créature. Ce bouclier est en réalité un dispositif permettant à la créature de parler. Celle-ci s'avère se nommer Erato et être un ambassadeur de la planète Tythonien venue sur Chloris dans un œuf afin d'échanger du métal contre de la chlorophylle 50 ans plus tôt. Adastra comprend alors que son monopole sur le métal est mis à mal et ses hommes se rebellent contre elle. Elle finit par mourir dévorée par des créatures locales, les Wolfweeds.
Erato est ramené au palais et apprend au Docteur que c'est de lui que venait l'appel de détresse. Néanmoins, son emprisonnement a été pris comme un acte de guerre par son peuple et ceux-ci ont décidé de détacher une étoile à neutrons afin de désintégrer Chloris. Avec l'aide d'Erato et utilisant le rayon tracteur du TARDIS, ils parviennent à repousser l'attaque. Organon est devenu le nouveau dirigeant de Chloris et le Docteur lui donne un traité garantissant les échanges marchands entre sa planète et celle des Tythoniens.

### Continuité
- On peut apercevoir d'autres manteaux du Docteur sur le porte-manteau, comme ceux portés dans « The Seeds of Doom » et « The Talons of Weng-Chiang »
- On peut revoir le rayon tracteur du TARDIS qui avait été utilisé brièvement dans des épisodes des années 1960.